# Doris Morf

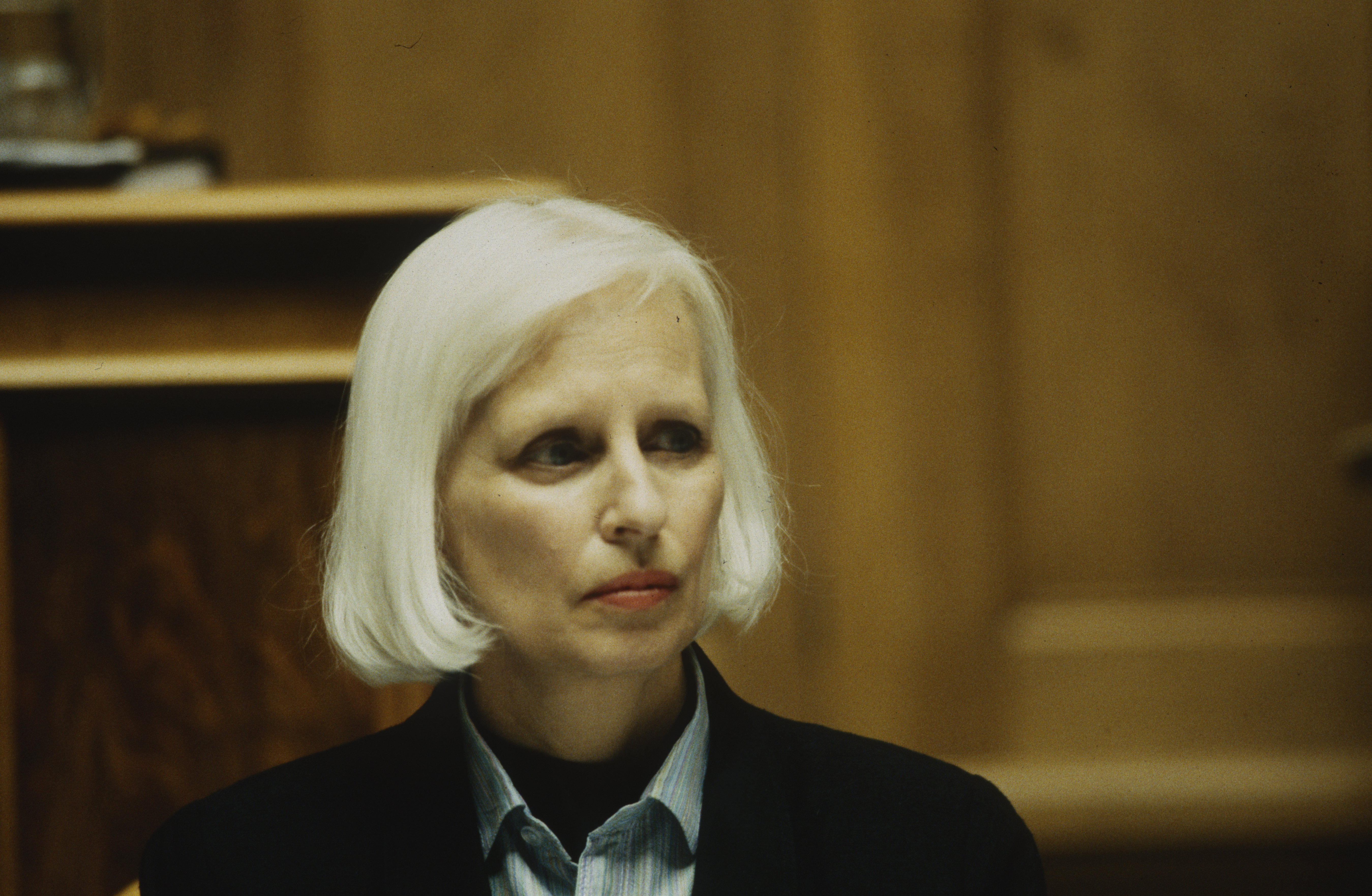
Doris Morf (1987)

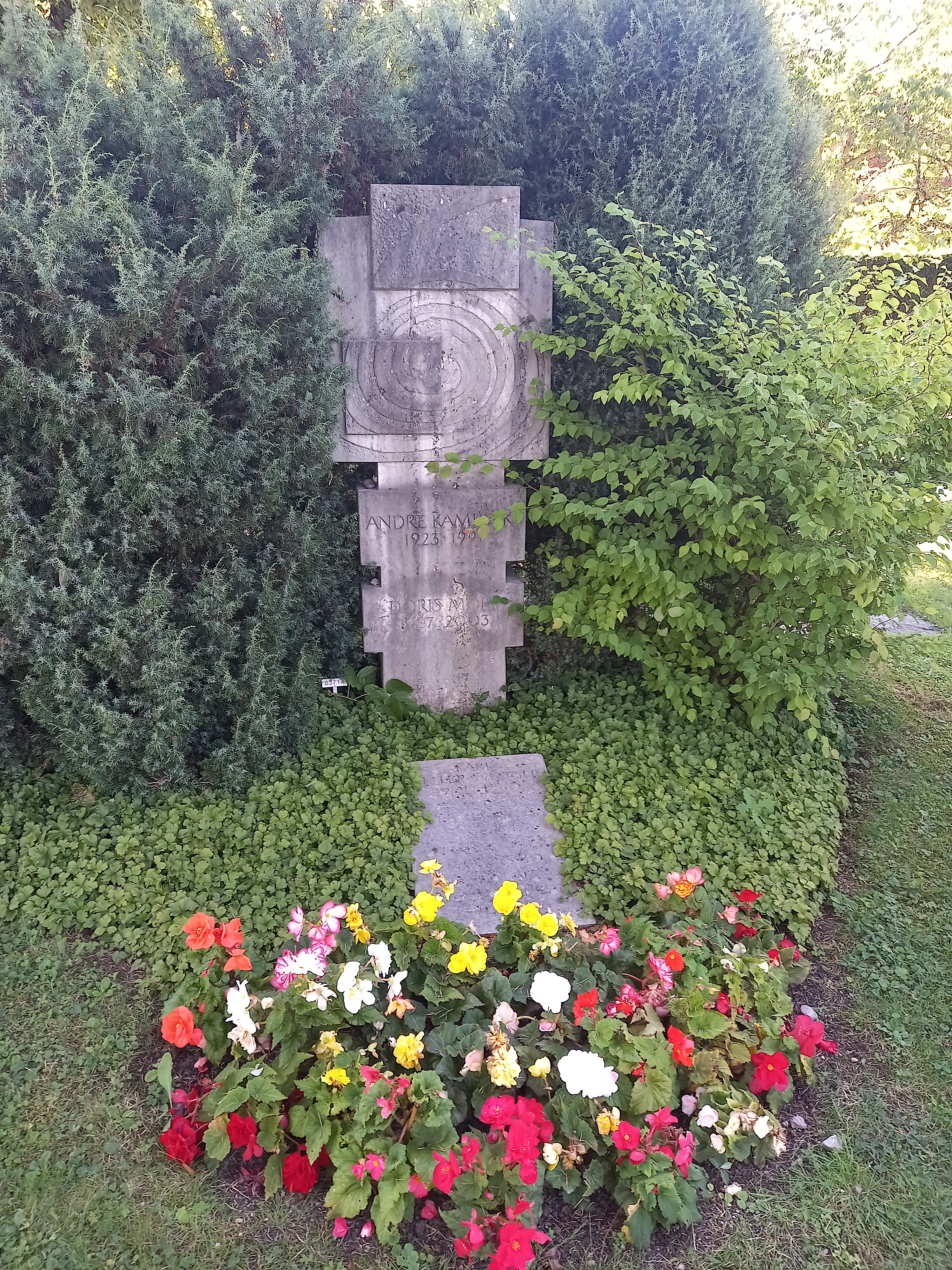
Das Grab von Doris Morf und ihrem Ehemann André Kaminski auf dem Friedhof Nordheim in Zürich

Doris Morf  auch Morf-Keller (* 17. September 1927 in St. Gallen; † 27. August 2003 in Zürich, reformiert, heimatberechtigt in Zürich, Fällanden sowie Winterthur) war eine Schweizer Politikerin (SP), Verlegerin und Schriftstellerin.

## Leben
Doris Morf kam am 17. September 1927 in St. Gallen als Tochter des selbständigen Konstrukteurs Karl Keller und der Elisabeth geborene Wenger zur Welt. Morf absolvierte zunächst die das Studium der Germanistik, Geschichte und Journalistik an der Universität Zürich.
In der Folge war Doris Morf drei Jahre als Korrespondentin für verschiedene Zeitungen in New York im Einsatz. Anschliessend war sie von 1960 bis 1975 als Verlegerin in Zürich tätig. Dazu trat sie ab Mitte der 1960er-Jahre als Verfasserin von Romanen, Dreh- und Kinderbüchern hervor.
Doris Morf heiratete in erster Ehe 1949 Peter Jakob Morf, in zweiter Ehe 1989 den Schriftsteller André Kaminski. Sie verstarb am 27. August 2003 drei Wochen vor Vollendung ihres 76. Lebensjahres in Zürich. Sie fand ihre letzte Ruhestätte auf dem Zürcher Friedhof Nordheim.
Ihr Archiv befindet sich im Schweizerischen Literaturarchiv in Bern.

## Politischer Werdegang

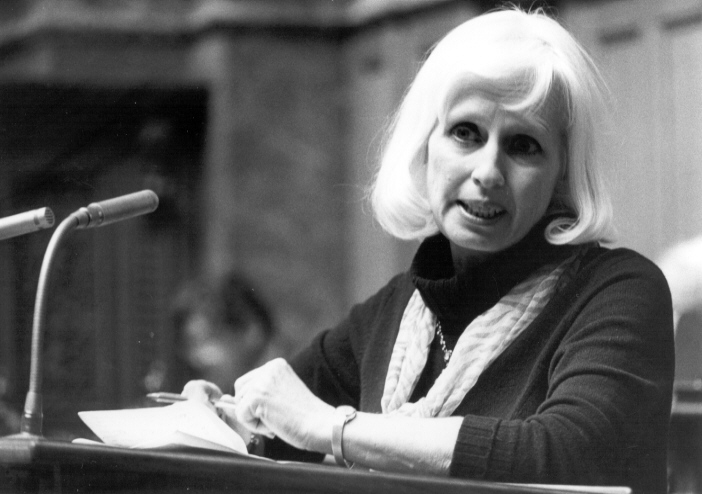
Doris Morf im Nationalrat (1986)

Doris Morf, Mitglied der Sozialdemokratischen Partei der Schweiz, amtierte zu Beginn ihrer Karriere zwischen 1970 und 1977 als Gemeinderätin (Legislative) in Zürich. Darüber hinaus nahm Morf in den Jahren 1975 bis 1990 Einsitz in den Nationalrat. 1980 wurde die SP-Nationalrätin Doris Morf zur Präsidentin der Schweizerischen Vereinigung für Sonnenenergie (SSES) gewählt. Sie löste in diesem Amt Professor Pierre Fornallaz ab.
Ferner war sie von 1984 und 1990 Mitglied der Parlamentarischen Versammlung des Europarats. Zuletzt fungierte sie von 1992 bis 1997 als Präsidentin der Schweizerischen UNESCO-Kommission sowie von 1993 bis 1997 als Vertreterin der Schweiz im Exekutivrat der UNESCO.
Doris Morfs Engagement galt der Kultur-, Bildungs- sowie der Umweltpolitik.

## Werke (Auswahl)
- Das Haus mit dem Magnolienbaum. Roman, 1963.
- Die Entgolder: Geschichte eines Martinstags. 1966.
- Die Katzen gehn nach Wallisellen. Geschichte einer Demonstration. 1969.
- Pfungg und Trix. O.J., Buchclub Ex Libris, Zürich (Kinderbuch, mit eigenen Illustrationen).
- Zürcher Vexierbilder. 1976.
- Zürichsee-Kalender. 1979.
- zusammen mit Charles Lewinsky: Hitler auf dem Rütli. 1984.

## Ehrungen
- 1964: Jubiläumspreis des Schweizerischen Lyceum-Clubs ausgezeichnet für Das Haus mit dem Magnolienbaum
- 1966: Anerkennungspreis der Stadt Zürich

## Archiv
- Schweizerisches Literaturarchiv (SLA): Nachlass